# Gusztáv Sebes
Gusztáv Sebes, nato Gusztáv Scharenpeck  (Budapest, 22 gennaio 1906 – Budapest, 30 gennaio 1986), è stato un allenatore di calcio, calciatore e dirigente sportivo ungherese, di ruolo centrocampista. Dal 1948 al 1951 è stato presidente del Comitato Olimpico Ungherese.

## Carriera
Fu l'allenatore della Squadra d'oro (in ungherese Aranycsapat), la nazionale magiara che diventò leggenda: vinse la medaglia d'oro a Helsinki 1952, trionfò nella Coppa Internazionale, fu l'artefice della storica vittoria in trasferta contro l'Inghilterra per 6-3 nel 1953 e raggiunse la finale al campionato del mondo 1954, dove perse contro la Germania Ovest nella partita nota come "Miracolo di Berna". Si interruppe così una striscia di 32 partite senza sconfitte, iniziata nel giugno del 1950.
Rivoluzionò il calcio dell'epoca schierando la formazione con un modulo definito "MM" (numericamente un 3-2-3-2): mai nessuno prima di allora aveva arretrato il centravanti, sguarnendo il reparto offensivo (solo due mezzali che fungevano da punte). La scelta innovativa fu quella di rinunciare a Deák (bomber puro) per puntare su Hidegkuti e posizionarlo più vicino ai mediani. La mossa ebbe come effetto la possibilità di creare spazi per Puskás e Kocsis, disorientando le difese avversarie, i cui centrali erano abituati a seguire a uomo gli attaccanti da marcare. Il 9 diventò rifinitore e regista "alto", contribuendo alla manovra offensiva non solo in veste di goleador.

## Palmarès

### Giocatore
- Campionato ungherese: 3

MTK Budapest: 1928-1929, 1935-1936, 1936-1937
- Coppa d'Ungheria: 1

MTK Budapest: 1931-1932

### Allenatore

#### Club
- Campionato ungherese: 1

Ujpest: 1959-1960

#### Nazionale
- Oro olimpico: 1

Helsinki 1952
- Coppa Internazionale: 1

1948-1953